# Осадца Віталій
Віталій Оса́дца (нар. 23 вересня 1987, Тернопіль) — український волейболіст; був капітаном львівського клубу «Барком-Кажани», гравцем збірної України.

## Життєпис
Народився 23 вересня 1987 в Тернополі.
За свою професійну кар'єру грав клубах «Динамо» (Житомир), «Закарпаття» (Ужгород), «Лучеськ-Підшипник» (Луцьк), «Факел» (Івано-Франківськ), «Імпексагро» (Черкаси), «Фаворит» (Лубни-Полтава), білоруський «Шахтар» (Солігорськ, 2014—2015), «Барком-Кажани» (Львів) (був капітаном команди), харківський «Локомотив». Восени 2017 року перейшов до лав клубу «Серце Поділля» (Вінниця), в якому виступав також у сезоні 2018—2019.
Протягом певного часу був гравцем збірної України (зокрема, у 2016 році).

### Досягнення
- Чемпіон України: 2017[7],
- фіналіст Кубка України 2015[11],
- один із кращих гравців фіналу Кубка України 2013[12]